# Eoscarta nilgiriensis
Eoscarta nilgiriensis är en insektsart som först beskrevs av William Lucas Distant 1900.  Eoscarta nilgiriensis ingår i släktet Eoscarta och familjen spottstritar. Inga underarter finns listade i Catalogue of Life.